# Keitaro Takahashi
Keitarō Takahashi, né en 1978 à Isehara, est un mangaka japonais. Il est diplômé de l'université de Tama.
Spécialisé dans le seinen, il est connu pour être l'auteur de Jormungand, paru entre 2006 et 2012.

## Œuvres
- Jormungand (2006-2012), prépublié dans le Monthly Sunday GX, Shōgakukan, 13 volumes.
- Ordinary± (2007), Shōgakukan, one shot.
- Destro 246 (en) (2012-2016), Monthly Sunday GX, Shōgakukan, 6 volumes.
- Jormungand Kessakusen (2012), Monthly Sunday GX Chronicle, Shōgakukan, 2 volumes.
- The Poor, The Holy Ark and the Rich (2017-), Monthly Sunday GX, Shōgakukan, 6 volumes. En pause depuis novembre 2020.
- Destro 016 (2021-), préquelle de Destro 246, Monthly Sunday GX.